# لا رينكونادا (بيرو)
لا رينكونادا هي مدينة بيروفية تقع بالقرب من منجم للذهب في الأنديز. وتعتبر أعلى مدينة في العالم.

## الجغرافيا
تقع المدينة في منطقة أنانيا في مقاطعة سان أنطونيو دي بوتينا. وتقع على ارتفاع 5100 متر (16,732.28 قدم) فوق مستوى سطح البحر.

### المناخ
تقع لا رينكونادا في الأنديز ومناخها مناخ ألبي (حسب تصنيف كوبن للمناخ). تزيد الرطوبة صيفاً وتكون جافة شتاءً وتكون درجات الحرارة متدنية على مدار السنة وتتساقط الثلوج.
يبلغ متوسط درجة الحرارة السنوية في لا رينكونادا حوالي 1.2 درجة مئوية ويبلغ متوسط هطول الأمطار السنوي 707 ملم.
| البيانات المناخية لـلا رينكونادا  | البيانات المناخية لـلا رينكونادا | البيانات المناخية لـلا رينكونادا | البيانات المناخية لـلا رينكونادا | البيانات المناخية لـلا رينكونادا | البيانات المناخية لـلا رينكونادا | البيانات المناخية لـلا رينكونادا | البيانات المناخية لـلا رينكونادا | البيانات المناخية لـلا رينكونادا | البيانات المناخية لـلا رينكونادا | البيانات المناخية لـلا رينكونادا | البيانات المناخية لـلا رينكونادا | البيانات المناخية لـلا رينكونادا | البيانات المناخية لـلا رينكونادا |
| الشهر                             | يناير                            | فبراير                           | مارس                             | أبريل                            | مايو                             | يونيو                            | يوليو                            | أغسطس                            | سبتمبر                           | أكتوبر                           | نوفمبر                           | ديسمبر                           | المعدل السنوي                    |
| --------------------------------- | -------------------------------- | -------------------------------- | -------------------------------- | -------------------------------- | -------------------------------- | -------------------------------- | -------------------------------- | -------------------------------- | -------------------------------- | -------------------------------- | -------------------------------- | -------------------------------- | -------------------------------- |
| المتوسط اليومي °م (°ف)            | —                                | —                                | —                                | —                                | —                                | −1.7 (28.9)                      | −1.5 (29.3)                      | −0.4 (31.3)                      | 1.3 (34.3)                       | 2.5 (36.5)                       | 2.4 (36.3)                       | 2.7 (36.9)                       | —                                |
| متوسط درجة الحرارة الصغرى °م (°ف) | −3.1 (26.4)                      | −2.6 (27.3)                      | −3.2 (26.2)                      | −5.1 (22.8)                      | −7.5 (18.5)                      | −11.6 (11.1)                     | −11.2 (11.8)                     | −10.3 (13.5)                     | −7.0 (19.4)                      | −5.9 (21.4)                      | −5.5 (22.1)                      | −3.3 (26.1)                      | −6.4 (20.6)                      |
| الهطول مم (إنش)                   | 135 (5.3)                        | 113 (4.4)                        | 106 (4.2)                        | 50 (2.0)                         | 19 (0.7)                         | 7 (0.3)                          | 6 (0.2)                          | 15 (0.6)                         | 34 (1.3)                         | 51 (2.0)                         | 67 (2.6)                         | 104 (4.1)                        | 707 (27.7)                       |
| المصدر: Climate-data.org          |                                  |                                  |                                  |                                  |                                  |                                  |                                  |                                  |                                  |                                  |                                  |                                  |                                  |

## السكان
منذ عام 2001 وحتى 2009، ارتفع عدد السكان حتى 30000 نسمة من مجرد مجتمع صغير يعمل في منجم، وذلك بفضل ارتفاع سعر الذهب بنسبة 235% في الوقت نفسه.

## الاقتصاد والبنية التحتية
يعتمد الاقتصاد بشكل رئيسي على إنتاج الذهب في منجم قريب.
عمل العديد من عمال المناجم في منجم للذهب تملكه شركة أنانيا. وحسب النظام، كانوا يعملون لمدة 30 يوماً دون الحصول على أجر. وفي اليوم 31 كان يسمح لهم بأخذ ما يمكنهم حمله على الأكتاف من الخام بغض النظر عن ما إذا كان يحتوي على خام الذهب أو أن الأمر مجرد مسألة حظ.

## مشاكل بيئية
تفتقر المدينة لنظام الصرف الصحي. كما تعاني المنطقة من تلوث كبير بالزئبق بسبب ممارسات التعدين. يعمل عمال المناجم المحليين على صقل الخام عن طريق طحنه وتنقيته باستخدام الزئبق والضغط على الكتل بواسطة القماش لتصفيته. ثم يتم تسخين الملغمة الناتجة لإزالة الزئبق.